# Аслійські мови
Аслійські (асліянські, малаккські) мови включають близько 20 мов племінних груп населення, що проживають на Малайському півострові (Півострівна Малайзія і сусідні райони на півдні Таїланду). Вони утворюють окрему групу австроазійських мов. Найближче до аслійських мов за спорідненістю стоять монські й, можливо, нікобарські мови; разом вони утворюють південну гілку мон-кхмерських мов.
У Півострівний Малайзії й південному Таїланді носії аслійських мов налічують щонайменше 100 000 осіб.
Термін «аслійські» (англ. Aslian languages) є похідним від «оранг-аслі» (малай. Orang Asli і англ. Orang Asli), що застосовується в Малайзії до корінного населення півострівної частини цієї країни. Він є не зовсім коректним, адже не всі оранг-аслі говорять аслійськими мовами, значна їх частина за мовою належить до австронезійських народів.
Аслійські мови є цінним вікном до історії та передісторії як Півострівної Малайзії, так і всієї Південно-Східної Азії. Значна частина території поширення австроазійських мов розчленована масивами носіїв інших мов (індоарійських, дравідійських, сино-тибетських, тайських, мяо-яо, австронезійських). На Малайському півострові взагалі домінує малайська мова й на перший погляд складається враження, що його населення має відносно однорідний етнічний характер. Але наявність аслійських мов свідчить про те, що так було не завжди. В минулому на півострові переважали австроазійські мови й існували широкі зв'язки місцевих жителів зі спорідненим за мовою населенням території Індокитаю.
Аслійські мови виявляються дуже важливими у реконструкції базової прото-мон-кхмерської мови материкової Південно-Східної Азії. У фонетичному плані вони є дуже консервативними й зберігають багато рис, які були втрачені в інших регіонах.
Порівняльно-історичні дослідження австроазійських мов ведуться вже протягом століття, але вони так і лишилися на початковому етапі. Тому лишається неясним, яке саме місце займають аслійські мови на генетичному дереві сім'ї. Найбільшу спорідненість вони виявляють з монською мовою південної М'янми.

## Поширення

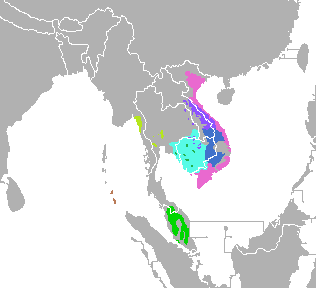
Мапа поширення мон-кхмерських мов:
Аслійські мови

Аслійські мови є найпівденнішою гілкою мон-кхмерських мов. Вони поширені у внутрішніх районах Малайського півострова, тоді як на узбережжі переважно домінує малайська мова.
В плані державних кордонів ареал аслійських мов у більшій своїй частині збігається з територією Півострівної (Західної) Малайзії, за виключенням її південних районів. Лише на півночі він заходить в сусідні райони Таїланду.

## Дослідження
Ранні узагальнюючі матеріали, що стосуються аслійських мов, на жаль, застаріли, і поводитись з ними слід обережно. Через відсутність надійних сучасних словників лінгвісти змушені користуватися як одним з головних джерел даних по цій мовній сім'ї матеріали Скита і Благдена, опубліковані ще на початку XX ст. (Skeat and Blagden, 1906).
Значні за обсягом і високого рівня та якості етнографічні роботи з дослідження оранг-аслі почали проводитись з 1960-х років. Те саме стосується й вивчення їх мов, передісторії, біології популяцій, соціології та історії. Найбільш ґрунтовні дослідження належать Жерару Диффлоту (Gérard Diffloth), Джефрі Бенджаміну (Geoffrey Benjamin), Ніколь Круспе (Nicole Kruspe) та іншим дослідникам з Лундського університету в Швеції з його The Repository and Workshop for Austroasiatic Intangible Heritage (REWAII). Небагато праць додали також вчені з Малайзії та Таїланду.
В Лунді продовжує формуватись великий мультимедійний цифровий архів аслійських мов. Відділ лінгвістики Наньянського технологічного університету в Сингапурі планує організувати онлайновий архів анотованих розмовних зразків мов Південно-Східної Азії, серед них і аслійських мов. Невеличка база даних з етимології аслійських мов, складена Іллею Пейросом, представлена на російському сайті The Tower of Babel (рос. Вавилонская Башня). Статті, присвячені аслійським мовам, почав публікувати журнал Mon-Khmer Studies.
Незважаючи на збільшення кількості звернень до аслійських мов у науковій літературі, вони й досі залишаються чимось таємничим. Рівень вивчення окремих мов також є зовсім різним. Найменш дослідженими лишаються мови семангів Південного Таїланду.

## Класифікація
Аслійські мови, разом із монськими та нікобарськими, належать до південної гілки австроазійських мов.
Вони поділяються на 3 основні групи: північну (джегай, семанг, негріто), центральну (сеной) і південну (семелай). Окремо стоїть джагутська мова, яку раніше зараховували до центрально-аслійської групи.
Генетичне дерево аслійських мов, згідно Дж. Бенджаміна (Benjamin, 2012), виглядає так:
- Північні та центральні аслійські мови
  - Північні аслійські мови
    - Північно-західні аслійські мови
      - Тонганські мови (тонга, Tonga, манік, Maniq, код ISO 639-3: tnz): тенен (Ten'en), теа-де (Tea-de)
      - Кенсивська (кенсіу, Kensiu, код ISO 639-3: kns) і кінтацька (кінтак, Kintaq, код ISO 639-3: knq) мови

    - Північно-східні аслійські мови
      - Джегайська мова (джегай, Jehai, код ISO 639-3: jhi)
      - Мендрицька мова (мендрік, Menriq, код ISO 639-3: mnq)
      - Батецькі мови (батек, код ISO 639-3: btq): батек-дек (Batek Dèq), мінтіл (Mintil, Batek Tanum, код ISO 639-3: mzt), батек-нонг (Batek Nong)

    - Чевонзька мова (чевонг, Cheq Wong, код ISO 639-3: cwg)

  - Центральні аслійські мови
    - Ланозькі мови
      - Ланозька мова (ланог, Lanoh, код ISO 639-3: lnh)
      - Мови семнам (Semnam, код ISO 639-3: ssm) і сабум (Sabüm, код ISO 639-3: sbo)

    - Темьярська мова (темьяр, Temiar, код ISO 639-3: tea)
    - Семайська мова (семай, Semai, код ISO 639-3: sea)

  - Джагутська мова (джагут, Jah Hut, код ISO 639-3: jah)
- Південні аслійські мови
  - Південно-східні аслійські мови
    - Семокберійська мова (семок-бері, Semaq Beri, код ISO 639-3: szc)
    - Семелайські мови
      - Семелайська мова (семелай, Semelai, код ISO 639-3: sza)
      - Темоцька мова (темок, Temoq, код ISO 639-3: tmo)

  - Південно-західні аслійські мови
    - Магмерійська мова (магмері, Mah Meri, код ISO 639-3: mhe)

Мови північної групи, пов'язані з кочовим населенням, мають багато внутрішньогрупових запозичень і високий рівень спорідненості. Центрально-аслійські мови, якими говорять переважно осілі групи населення, також мають багато внутрішньогрупових запозичень, але рівень спорідненості між ними низький. Центрально-аслійські мови мали вплив на північно-аслійські, але не навпаки. Ізольовані осілі групи носіїв південно-аслійських мов не мають внутрішньогрупових запозичень, рівень спорідненості у них також низький.
Найбільшими аслійськими мовами є семайська та темьярська, які, за даними 2008 року, нараховували відповідно 42 383 і 24 908 носіїв.

## Опис (деякі характеристики)

### Фонетика
Аслійські мови, як і мон-кхмерські мови в цілому, мають одну з найбільш «повних» фонетичних систем в світі. Це особливо виразно виявляється на прикладі голосних звуків, які можуть мати чотири або й більше висоти. Існують відмінності між короткими і довгими звуками. Кожна з аслійських мов має свій власний набір звуків. Приголосних також багато, але не більше, ніж, наприклад, у багатьох австронезійських мовах. Аслійський консонантизм загалом схожий з малайською мовою.
Таблиця аслійських приголосних фонем (в дужках звуки, які зустрічаються тільки в декількох аслійських мовах):
|                    | Губні | Зубні     | Палатальні | Велярні | Глотальні |
| Глухі проривні     | p     | t         | c          | k       |           |
| Придихові проривні | (pʰ)  | (tʰ)      | (cʰ)       | (kʰ)    |           |
| Дзвінкі проривні   | b     | d         | j          | ɡ       |           |
| Носові             | m     | n         | ɲ          | ŋ       |           |
| Глухі носові       | m̥     | n̥         | ɲ̊          | ŋ̊       |           |
| Напівголосні       | w     |           | y          |         |           |
| Фрикативні та ін.  | (f)   | l, r, (z) | s          |         | ʔ, h      |

Аслійські мови мають фонетичні запозичення з малайської мови, але часто вони використовуються лише в малайських словах.
Характерним явищем в аслійських мовах, притаманним також і іншим мон-кхмерським мовам, є відносно часте виникнення на кінці слова палатальних (піднебінних) звуків. Назальні та проривні виявляють різноманітні фонетичні та морфологічні взаємозв'язки в початковій, а також кінцевій позиціях.
Є суперечливі свідчення стосовно існування тонів в аслійських мовах, проте в більшості мов цієї групи, так само, як і в більшості мон-кхмерських мов взагалі, тони відсутні.

### Морфологія
Морфологічні ресурси аслійських мов є одними з найбагатших у всій Південно-Східній Азії, за своїм різноманіттям вони переважають більшість із решти австроазійських мов.
Афіксальні морфологічні процеси в аслійських мовах є досить розвиненими. Це клітикизація, префіксація, інфіксація та редуплікація, а також складені слова. Суфікси зустрічаються дуже рідко. Багато афіксів є спорідненими з іншими мон-кхмерськими мовами, інші мають австронезійське походження. Префікси та інфікси можуть синхронно працювати разом. Особливий інтерес викликає кілька взаємопов'язаних морфологічних моделей, що передбачають появу редуплікації кінцевого приголосного в корені. Ця копія інфіксується до складу кореня.
Аслійські мови рідко мають суфікси, тому останній склад у них є частиною кореня й найбільш інформативною частиною слова. Він також містить найбільше фонемних варіацій.
Останній склад у більшості аслійських мов має структуру ПГП (приголосний-голосний-приголосний). Разом із тим, південно-аслійські мови також допускають відкриті склади (ПГ), тому деякі їхні слова закінчуються голосним звуком. Склади, що передують кінцевому, можуть бути напівскладами (П.), відкритими (ПГ.ПГП) або закритими (ПГП.ПГП). Склади, які б починалися з голосних (Г. або ГП.), не зустрічаються. Напівсклади (П.ПГП), як і в більшості мон-кхмерских мов, є дуже поширеним явищем.
Досить часто в аслійських мовах зустрічаються двоскладові лексеми, але трискладові набагато менш поширені і в деяких мовах зустрічаються переважно в запозиченнях.

### Лексика
Аслійські мови виявляють незвичні або й унікальні семантичні риси, відзначаються надзвичайно багатою лексикою. Хоча вони й мають запозичення одна з одної, а також з малайської та інших австронезійських мов, нормою для аслійських мов є висока ступінь лексичної специфічності, більшість їх словникового запасу склалася із внутрішніх джерел.
Лексичне багатство є особливо помітним в галузях, пов'язаних із природним середовищем: назви рослин, тварин, сільськогосподарська термінологія. Лісові звірі можуть мати не лише «справжнє» ім'я, але й цілий ряд додаткових, які використовуються за конкретних ситуацій. Це можуть бути «таємні» або «невідомі» імена, що використовуються до або під час полювання, коли табу забороняють вимовляти «справжню» назву. Інакше називають тварину, коли вона завдала якоїсь шкоди: пошкодила врожай, вирвалась із пастки тощо. При цьому посилаються на елементи зовнішності тварин, їх певні вподобання, на народні легенди або традиції, широко використовуються метафори або каламбури.
Джегайська та маніцька мови містять велику кількість термінів, пов'язаних із визначенням запахів, які враховують екологічні, харчові та релігійні чинники. З усіх дейксичних протиставлень (цей/той, тут/там, вгору/вниз і т. д.) найбільш поширеним в аслійських мовах явищем є різниця між внутрішньо спрямованим поняттям і поняттям, орієнтованим на інших. Таке сприйняття виразно пронизує всю лексику, пов'язану з персоною.
Найбільш характерною рисою аслійської лексики є велика кількість слів, відомих як експресиви (англ. Expressives). Вони утворюють особливий клас слів, який можна порівняти за значимістю з іменниками та дієсловами. Експресиви описують звуки, кольори, візуальні явища, особливості руху, тілесні відчуття, запахи, смаки, емоції й естетичні почуття. Ці слова важко перекласти англійською або малайською мовами. Вони відзначаються високою конкретикою, влучністю і чіткістю формулювань, можуть передавати тонку різницю ступеня певної якості.
Також припускається існування в аслійських мовах деяких інших, досі невідомих лексичних конфігурацій і класів слів. Такими, зокрема, є так звані примітиви (англ. Semplates), які стосуються, в першу чергу, геометричних або інших форм просторових образів і неявно лежать в основі семантики різних лексичних доменів.
Приклади аслійської лексики:
| англійською | українською | кенсивською (пн.-асл.) | семайською (центр.-асл.) | магмерійською (пд.-асл.) | семелайською (пд.-асл.) |
| ----------- | ----------- | ---------------------- | ------------------------ | ------------------------ | ----------------------- |
| drunk       | п'яний      | buʔ                    | bøl                      | bul                      | bul                     |
| tie, bind   | зв'язувати  | —                      | bʌʔ                      | bək                      | bək                     |
| house       | хата        | dɯgŋ                   | duŋ                      | dṳk                      | —                       |
| run away    | утікати     | dəʔ                    | dɨːʔ                     | —                        | —                       |
| blood       | кров        | məhɯm                  | bʌhip                    | maham                    | mham                    |

Аслійські мови протягом тисячоліть контактували з австронезійськими мовами, що обумовило наявність в їх лексиці багатошарових запозичень. Якщо в ранній період стосунки між їх носіями були більш або менш рівними і вплив мав іти в обох напрямках, то починаючи з середини XIV століття, асліяни піддавалися посиленому тиску з боку ісламської малайської цивілізації. Малайські запозичення зазвичай асимілюються за мон-кхмерськими морфологічними зразками, але іноді залишаються в оригінальному вигляді як стороння лексика зі спеціальною фонетичною обробкою.
Найбільш виразними малайськими запозиченнями в аслійських мовах є числа вище за «три», адже на цій цифрі аслійський лік в минулому обривався.

### Синтаксис
Аслійський синтаксис є консервативним у дотриманні австроазійських норм, хоча малайський вплив є дуже помітним у деяких деталях граматики, наприклад, використання цифрових класифікаторів.
У загальних рисах аслійські, як і всі інші мон-кхмерські мови, є типовими SVO-мовами, нормальний порядок слів у них: підмет—присудок—додаток (англ. subject–verb–object, SVO). Проте часто трапляються перестановки слів з порушенням їх традиційного порядку. В так званих статичних реченнях присудок йде першим, його роль тут виконує прикметник («статичне дієслово»). За критеріями дієслівності прикметники в аслійських мовах повинні розглядатися як підклас дієслова.
Використання вільного порядку слів передбачає використання спеціальних маркувальних часток або прийменників, що несуть як синтаксичні, так і семантичні функції.
Числівники передують основному слову. Додатків може бути декілька. Іноді трапляються речення з двома пов'язаними між собою дієсловами. При цьому перше дієслово часто є дієсловом руху, а друге — його метою, як от: піти копати тощо. В інших випадках друге дієслово може виражати спосіб, причину або результат: кидати далеко. Експресиви трапляються на початку речення і вільно синтаксично пов'язані з рештою його членів.

## Історія
Виникнення аслійських мов як окремої австроазійської гілки відбулося на Малайському півострові з появою тут раннього неоліту. Це сталося приблизно 4300-3800 років тому й було пов'язано з прибуттям мігрантів з Індокитаю. Така міграція засвідчена поширенням на півострові керамічної традиції Пан Као (англ. Ban Kao) з південно-центрального Таїланду, а дата зародження прото-аслійської мови була вирахувана філогенетичними методами Баєса.
Подальша диференціація аслійських мов ішла різними шляхами, вони розвивалися, поширювалися та набували характерних особливостей в генетично неоднорідних умовах. Мови північної та центральної груп ще близько 1500 років підтримували генетичну єдність, тоді як мови південної групи відокремились від них вже в добу пізнього неоліту. Приблизно 2500 тому стався наступний поділ аслійських мов й утворилися північна, центральна та джагутська групи. З цього часу процеси членування мов на півночі та в центрі відбувалися значно швидшими темпами, ніж на півдні. Тут слід також враховувати явища, коли певна група населення відмовлялася від своєї мови на користь іншої. Це зокрема стосується кочових груп семангів, які довгий час могли зберігати невідомі нам власні архаїчні мови.
Будучи географічно ізольованим від решти австроазійських лінгвістичних груп, аслійські мови ніколи не піддавалися сильному впливу з боку морфологічно ізольованих та тональних мов, таких як китайська чи тайська, і таким чином змогли уникнути багатьох змін, характерних для інших австроазійських мов. Що стосується ранніх зовнішніх контактів, то мав місце певний вплив з боку монської, кхмерської, а також деяких австронезійських мов. Починаючи із середини XIV століття аслійські мови опинилися під потужним тиском з боку малайської мови, і цей прес ще посилився за останні двісті років.
У північному та центральному регіонах реакція асліян на малайський тиск полягала у відході в джунглі. Тут вони змогли значною мірою зберегти власну культуру. Їх мови тісно контактували між собою, й диференціація між ними не є чіткою. Іншою була ситуація на півдні. Носії південно-аслійських мов жили окремими автономними громадами, які були більше зацікавлені в контактах зі сторонніми, ніж одна з одною. Громади південних асліян не лише сильно диференціювалися одна від одної, а й сприйняли різні елементи малайської суспільної традиції. Асиміляція, змішані шлюби та втрата мови стали долею більшості носіїв аслійських мов. Відомо, що в минулому магмерійці, які тепер обмежуються лише крихітними анклавами на узбережжі штатів Селангор і Мелака, в минулому займали набагато більшу територію. Цілком можливо, що темуани та джакуни, які зараз говорять австронезійськими мовами, також є нащадками носіїв аслійських мов.

## Носії аслійських мов
Носії сучасних аслійських мов складаються з двох відносно великих груп (темьяри та семаї), чотирьох середніх груп (джагути, семок-берійці, семелаї та магмерійці) і точно не визначеної кількості нечисельних груп (решта).
Традиційно їх поділяють три етнографічно визначені соціальні типи: семангів, сеноїв і прото-малайців. Кожен із цих підрозділів сформував власні соціальні структури, засновані на різному способі життя.
Семанги складаються з малих груп кочового населення, розселених серед лісів від півдня Таїланду до центральних районів штату Паханг у Малайзії. Вони традиційно займаються мисливством і збиральництвом, лише іноді звертаючись до землеробства або працюючи за наймом. Окрім особливого соціального ладу, семанги також відрізняються своїми антропологічними ознаками. Серед інших груп оранг-аслі їх відрізняють темна шкіра, низький зріст, щільно закручене волосся.
До числа сеноїв зараховують темьярів та семаїв, два найбільших аслійських народи, а також більшість середніх за чисельністю етнічних груп. Ці народи вже давно перейшли до осілого підсічно-вогневого землеробства, вирощують зернові та коренеплоди, додатково рибалять, полюють звірину, торгують лісовими продуктами. Прото-малайці, до числа яких включають семелаїв, за звичаями та культурою дуже схожі з малайцями.
Цей традиційний поділ оранг-аслі на базується на соціальних моделях, а не на етнічних групах. Він не враховує наявність змішаних або колись відкинутих соціальних моделей. У той же час змішані моделі відігравали важливу роль у житті ланогів, чевонгів, джагутів, магмерійців і батеків та залишили відповідний відбиток на їхніх мовах.
Більшість носіїв північних аслійських мов належать до групи семангів. Виняток становлять чевонги, які ведуть переважно осілий спосіб життя. Семанги здавна підтримують майже безперервну мережу контактів один з одним, включаючи й шлюбні зв'язки. Тому межі між окремими мовами є тут розмитими, часто кожна людина користується дещо відмінною лексикою, ніж всі інші.
Центрально-аслійські мови в різний час відірвалися одна від одної, але це не привело до припинення взаємного спілкування між їх носіями. Ці народи вже давно займаються вирощуванням рису методом підсічно-вогневого землеробства. Кожні кілька років вони переселялися на нове місце в межах чітко окреслених кордонів певної річкової долини. Їх окремі популяції були розділені природними перешкодами, спілкування між ними обмежене переважно мішаними шлюбами. Рівень взаємного лексичного запозичення між мовами центрально-аслійської групи є доволі високим. Випадають із загальної схеми ланоги. Хоча вони й є носіями центрально-аслійських мов, але традиційно ведуть кочовий спосіб життя й класифікуються як семанги. Їхні діалекти також утворюють міцну мережу, але окрему від північно-аслійських мов.
Далі за інших розійшлися південно-аслійські мови. Їх носії більше контактували зі стороннім населенням, ніж з іншими аслійськими групами.
Семаї є найбільшою племінною групою, що говорить аслійською мовою, але семайська мова розпадається на понад сорок досить відмінних діалектів, не всі з яких є взаємно зрозумілими. Це значно зменшує ймовірність подальшого існування семайської як окремої мови: кожен діалект, що нараховує в середньому близько 1100 носіїв, певною мірою функціює сам по собі. Семаї ніколи не мали сильного відчуття спільної ідентичності. Гірські семаї називають своїх низинних родичів «малайцями», а ті, в свою чергу, звуть горян «темьярами». З іншого боку, семайська мова використовується в щоденних радіопередачах державної телерадіокомпанії. Крім того, вона є лінгва франка у воєнізованих підрозділах Сеной-Праак (малай. Senoi Praaq).
Культура темьярів в цілому схожа з культурою гірських семаїв, але між ними є важливі соціолінгвістичні відмінності. По-перше, хоча темьярська мова й має кілька діалектних варіацій (в основному це поділ на північний і південний діалекти), всі вони є взаємно зрозумілими. Навіть самі темьяри визначають регіональні відмінності мови лише як акцент. Відбувається процес, схожий зі стандартизацією мови, що на перший погляд здається неймовірним в сегментованому родовому суспільстві. По-друге, темьярська мова виконує роль буфера між малайською та сусідніми аслійськими мовами (ланозькою на заході, джегайською на півночі, мендрицькою на сході, семайською на півдні). Таке центральне розташування, з одного боку, сприяло значному розширенню словникового запасу темьярської мови за рахунок запозичень із сусідніх мов і створенню на цьому ґрунті високого рівня синонімії, коли часто існує кілька слів з одним і тим самим або близьким значенням. З іншого боку, темьярською мовою володіють всі ланоги та мендрики, більшість джегаїв, деякі з батеків та семаїв, навіть деякі з малайців в Келантані говорять темьярською. Темьярська мова є також основною мовою спілкування в лікарняному комплексі в Гомбак (малай. Gombak), на північ від Куала-Лумпуру, спеціально створеному для оранг-аслі. Тут темьярькою говорять не лише вже згадувані народи, а й магмерійці та джагути й навіть джакуни та темуани, що є носіями австронезійських мов. За оцінками Дж. Бенджаміна, темьярською, як другою мовою, говорить близько 3000 осіб.

## Загроза зникання
Більшість оранг-аслі говорить рідними мовами, одні з них пишаються цим, інші, навпаки, соромляться.
Існує реальна загроза зникнення окремих аслійських мов. Тому є декілька причин. По-перше, з точки зору економічного становища і соціального статусу їх носії перебувають на нижньому щаблі соціальної драбини в Малайзії. По-друге, виживання аслійських мов, безсумнівно, пов'язане з лінгвістичним середовищем, в якому вони перебувають.
Цілий ряд мов семангів налічують лише по кілька носіїв, декілька з цих мов вже вимерли. Під критичною загрозою в Малайзії перебувають мови кенсіу, кінтак, ланог, джегай, мендрік, батек, семок-бері. Примусове переселення й переведення кочових громад на осілість, їх зруйнована ізольованість і розширення контактів з іншими етнічними групами прискорюють вимирання цих дрібних мов.
Проте не лише чисельність носіїв впливає на стан і життєздатність відповідних мов. Поширеним явищем серед оранг-аслі є багатомовність. Майже всі вони, крім рідної, говорять малайською; не рідко люди знають декілька аслійських мов, якими спілкуються між собою. Темьярська мова поступово поглинає сусідні мови ланогів. Використання темьярської та семайської мов як пан-аслійської лінгва франка може прискорити утворення в майбутньому декількох об'єднаних аслійських мов, на шкоду іншим.
Малайська поступово витісняє рідні мови оранг-аслі, зводячи сферу їх використання до домашнього побутового рівня. Потужними чинниками тут є система освіти, інформаційний і технічний вплив. Такою самою є ситуація й на півдні Таїланду, тільки там роль малайської мови належить тайській мові.
Поряд із мовами малочисельних етнічних груп, до числа мов, існуванню яких загрожує найбільша небезпека, належить магмерійська, яка зазнала найбільшого малайського впливу. Вмирання магмерійської мови є не лише результатом витіснення її малайською. Вкладаючи мішані шлюби зі своїми сусідами-темуанами, магмерійці водночас переходять і на їхню мову, що, як і малайська, належить до австронезійської групи. Втрата мови однак не означає втрати власної культури.

## Розвиток аслійських мов
До недавнього часу жодна з аслійських мов не мала письмової літератури, аслійська «література» майже цілковито існує в усній формі. Проте деякі бахаїсти та християнські місіонери, а також автори бюлетенів JAKOA (малайзійський Департамент розвитку оранг-аслі) час від часу створюють друковані матеріали аслійськими мовами. Найкращим друкованим зразком є видання історій джегаїв (Holaday et al., 1985; revised edition, 2003), ретельно записаних мовою оригіналу з перекладом англійською на наступній сторінці і словником на звороті. Інша опублікована література аслійськими мовами складається з Євангелія від Івана семайською мовою (1962), деяких бахаїстських релігійних матеріалів семайською, темьярською і джегайською мовами і ще одного видання семайською мовою: Sengoi (Sakai) First Primer (Nabitoepoeloe, 1950). Всі вони страждають від недоліків транскрипції.
Розвиткові аслійських мов сприяє радіомовлення. Трансляція радіопередач мовами оранг-аслі розпочалась у 1959 році. Станом на 2017 рік радіо Малайзії (Radio Malaysia) має спеціальний канал Asyik FM, який щодня з 8 ранку до 10 вечора веде передачі аслійськими семайською, темьярською, а також австронезійськими темуанською та джакунською мовами. Цей канал доступний також через Інтернет . Диктори Asyik FM, говорячи рідними мовами, вживають багато малайських слів, особливо у випусках новин. Часто темьярська і семайська мови використовуються разом. У минулому іноді було мовлення й іншими аслійськими мовами, зокрема магмерійською, але згодом воно припинилося.
З поширенням мобільних телефонів серед оранг-аслі з їх текстовими повідомленнями почала з'являтися неофіційна грамотність аслійськими мовами. На жаль, через побоювання у втручання в особисте життя, більшість із них стороннім не вдається побачити. Тексти, записані дикторами радіо, базуються на малайській та англійській писемності і носять аматорський характер. Автори стикаються при цьому з проблемами транскрипції та орфографії, відчувається вплив штампів, характерних для стандартної малайської мови. Оранг-аслі цінують грамотність, але вони навряд чи зможуть підтримувати писемність рідною мовою, спираючись на малайську або англійську писемність.
Ще однією подією став вихід записів поп-музики аслійськими мовами, переважно темьярською і семайською. Їх часто можна почути на Asyik FM. Комерційно успішним виявився альбом «Asli», записаний оранг-аслійською групою Джелмол (Jɛlmɔl темьярською мовою означає «гори»), він доступний на дисках і на касетах. Хоча більша частина слів тут малайською, є 2 треки й темьярською мовою. Автор записав тексти цих треків у скорегованій фонематичній транскрипції.
Незважаючи на такий непевний стан з розвитком аслійських мов, у деяких штатах Малайзії робляться спроби ввести аслійські мови в навчальний процес початкової школи. Таким чином держава намагається вирішити проблему нерегулярної відвідуваності шкіл дітьми оранг-аслі. Крім того, малайзійський закон про освіту 1996 року передбачає, що у будь-якій школі, де є близько 15 учнів оранг-аслі, їх батьки можуть дати запит на відкриття класів з їх етнічною мовою навчання, якими вони повинні бути забезпечені. Офіційні кроки до впровадження темьярської та семайської мов як мов навчання в початкових класах шкіл були здійснені в штаті Перак. Але поки ще ці спроби не принесли суттєвого успіху, адже самі мови не були достатньо досліджені, для них не була розроблена якісна орфографія. Тим не менш, в декількох школах вже почали використовувати семайську мову, підручники були розроблені місцевими вчителями, етнічними семаями.
Незалежно від успіху або невдачі цього навчального підприємства, розумно сподіватися, що деякі зацікавлені вчені, зокрема з числа етнічних оранг-аслі, могли б розвинути достатню грамотність на своїх мовах.